# Kibre Menguist
Kibre Menguist, souvent appelée en anglais : Adola Town, est une ville et un woreda du sud de l'Éthiopie. Elle a 22 938 habitants en 2007.

## Situation
Kibre Menguist se trouve aux environs de 1 700 m d'altitude sur la route Yirgalem-Negele, à 484 km au sud d'Addis-Abeba.
Souvent appelée Adola Town, elle est entourée par le woreda Adola et fait partie comme lui de la zone Guji de la région Oromia,.

## Population
D'après le recensement national réalisé par l'Agence centrale de la statistique d'Éthiopie, Adola Town compte 22 938 habitants en 2007, toute la population est urbaine.
La majorité (69 %) des habitants sont orthodoxes, 17 % sont protestants, 11 % sont musulmans et 1 % sont catholiques.